# 今村俊也
今村 俊也（いまむら としや、昭和41年（1966年）3月29日 - ）は、囲碁の棋士。奈良県奈良市出身、関西棋院所属、苑田勇一九段門下、九段。関西棋院常務理事（渉外・ネット担当）。元NHK囲碁講座講師。
第14期碁聖戦挑戦者。第55期王座戦挑戦者。
独創的かつじっくり手厚く構える棋風で「世界一厚い碁」とも呼ばれる。また早島戸川氏（岡山県早島町）の国家老（70石）の末裔として知られる人物である。
門下に長谷川広六段。康子夫人はアマチュア強豪であり、TV司会などでも活躍。

## 経歴
13歳の時に子供囲碁教室を通じて苑田九段に入門。1980年入段。藤沢秀行の研究会に参加、同年の依田紀基とともに若手有望株として期待され「東の依田、西の今村」と称される。
1982年棋聖戦四段戦で優勝。1984年に新人王戦で、決勝で橋本雄二郎五段を2-1で破って優勝。同年の新鋭トーナメント戦では、依田紀基五段を破って優勝。
1989年に第14期碁聖戦挑戦者となるが、小林光一碁聖に1-3で敗れる。1990年九段。
1991年、第47期本因坊戦リーグ入り。翌年陥落。
1993年にNHK囲碁講座講師を務める。
2000年、第25期棋聖戦リーグ入り。翌年陥落。NHK杯準優勝。
2003年、第29期名人戦リーグ入り。翌年残留に成功（5勝3敗で3位）。
2005年、第30期名人戦リーグ残留（6勝2敗で3位）。第30期棋聖戦リーグ入り。
2006年、第31期名人戦リーグで陥落。第30期棋聖戦リーグ残留。NHK杯準優勝。
2007年、関西棋院では橋本昌二以来、25年ぶりとなる王座戦登場を果たすが、山下敬吾に1-3で敗れる。第31期棋聖戦リーグ残留。
2008年、第32期棋聖戦リーグ残留。翌年陥落。
2012年、21年ぶりに第68期本因坊リーグ入り。
2017年、第55期十段戦本戦決勝進出。第42期棋聖戦Cリーグ4勝1敗で昇格。
2018年8月23日、関西棋院史上４人目の公式戦通算1000勝達成（476敗2持碁）。52歳5ヶ月・入段から38年5ヶ月・達成時勝率.678での達成。
- 碁聖戦 挑戦者 1989年
- 王座戦 挑戦者 2007年
- NHK杯 準優勝 2000、2006年
- 関西棋院第一位決定戦 1994、98、2000、02年
- 新人王戦 1984年
- 新鋭トーナメント戦 1984年

### その他の棋戦
- 新人王戦 準優勝 1985年
- 棋聖戦 四段戦優勝 1982年、八段戦優勝 1989年
- 日中スーパー囲碁
  - 1986年 2-1（○芮廼偉、○張璇、×銭宇平）
- 棋聖戦リーグ3期、名人戦リーグ3期、本因坊戦リーグ2期
- 農心辛ラーメン杯世界囲碁最強戦
  - 2006年 0-1（×彭筌）

## 著書
- 世界一厚い碁の考え方、マイナビ出版、（2016）